# Wacquinghen
Wacquinghen est une commune française située dans le département du Pas-de-Calais en région Hauts-de-France.
La commune fait partie de la communauté de communes de la Terre des Deux Caps qui regroupe 21 communes et compte 22 332 habitants en 2021.

## Géographie

### Localisation
Localisée dans l’ouest du département du Pas-de-Calais, proche du littoral (4 km), Wacquinghen, commune qui fait partie des « communes des Monts et Vallons bocagers entre Slack et Wimereux » est située, à vol d'oiseau, à 7 km au nord-est de la commune de Boulogne-sur-Mer (aire d'attraction et chef-lieu d'arrondissement). La commune se trouve dans le parc naturel régional des Caps et Marais d'Opale.
Le territoire de la commune est limitrophe de ceux de quatre communes.
Les communes limitrophes sont Beuvrequen, Maninghen-Henne, Offrethun et Wimille.

### Géologie et relief
La superficie de la commune est de 2,47 km2  et l'altitude varie de 32 à 96 mètres au mont Ocdalle. Le relief est plus important au sud et à l'est. Au nord-ouest, le territoire communal est également cerné par le relief, dominé par le mont Duez (81 m). À l’ouest, la limite communale est marquée par la vallée Murdrissoire.
La partie sud-ouest est composée d'argiles (feuilletés au nord et au centre, à bancs de calcaire au sud), la partie nord-est de grès de la crèche et de sables et argiles au niveau du mont Ocdalle. Celui-ci est entouré d'une couronne d'argiles à bancs de calcaire.

### Hydrographie
Le territoire de la commune est situé dans le bassin Artois-Picardie.
Un ruisseau intermittent coule au cœur de la commune, vers le nord, dans la vallée du ruisseau du Rendalle, puis bifurque vers le sud-ouest et cette vallée. Un autre ruisseau intermittent coule au nord, juste au-delà de l'autoroute, et rejoint la Slack au-delà de la commune.

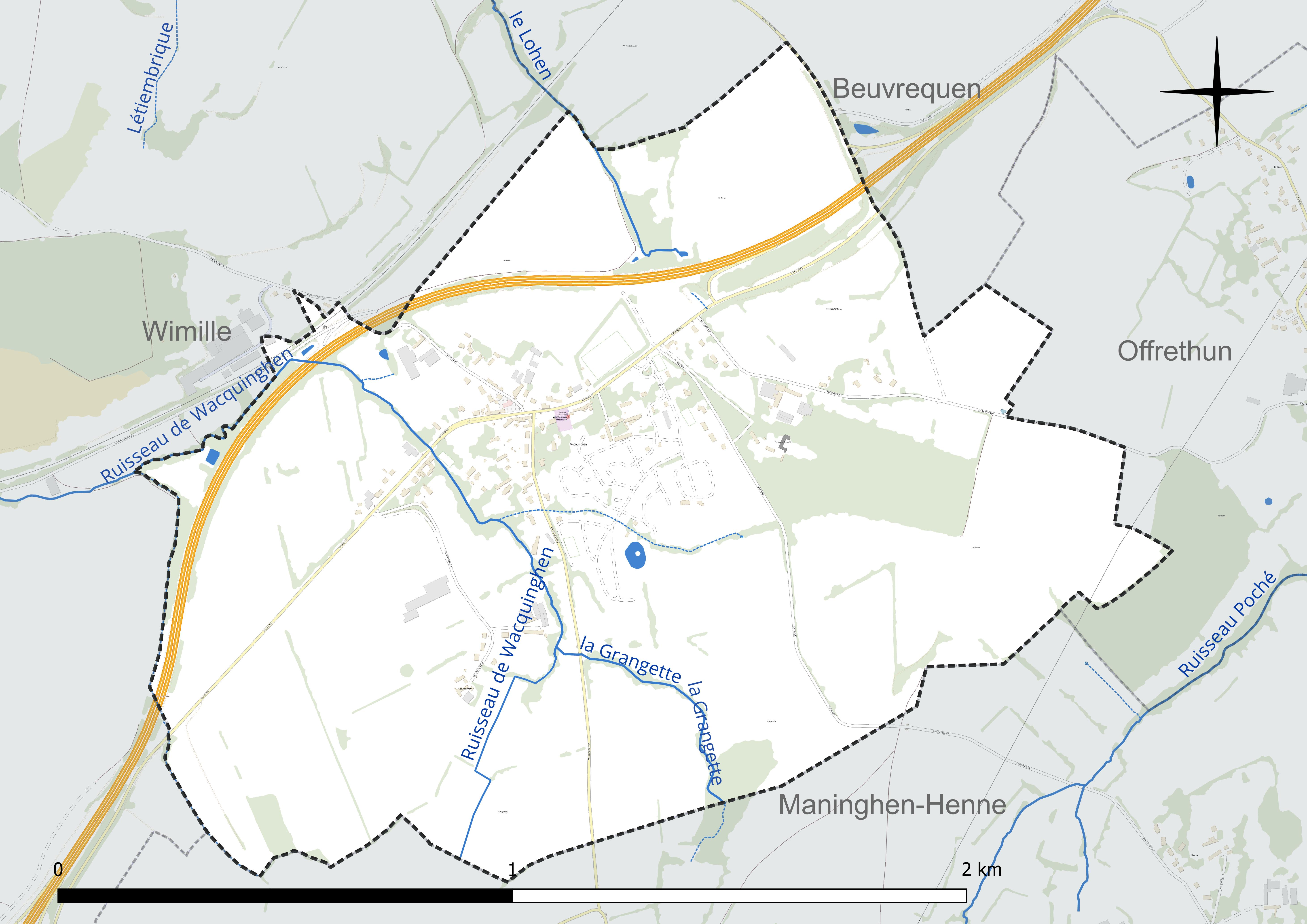
Réseau hydrographique de Wacquinghen.

### Climat
Pour des articles plus généraux, voir Climat des Hauts-de-France et Climat du Nord-Pas-de-Calais.
En 2010, le climat de la commune est de type climat océanique franc, selon une étude du CNRS s'appuyant sur une série de données couvrant la période 1971-2000. En 2020, Météo-France publie une typologie des climats de la France métropolitaine dans laquelle la commune est exposée à un climat océanique et est dans la région climatique Côtes de la Manche orientale, caractérisée par un faible ensoleillement (1 550 h/an) ; forte humidité de l’air (plus de 20 h/jour avec humidité relative > 80 % en hiver), vents forts fréquents.
Pour la période 1971-2000, la température annuelle moyenne est de 10,4 °C, avec une amplitude thermique annuelle de 12,9 °C. Le cumul annuel moyen de précipitations est de 863 mm, avec 12,7 jours de précipitations en janvier et 8,2 jours en juillet. Pour la période 1991-2020, la température moyenne annuelle observée sur la station météorologique la plus proche, située sur la commune de Boulogne-sur-Mer à 7 km à vol d'oiseau, est de 11,2 °C et le cumul annuel moyen de précipitations est de 824,5 mm,. Pour l'avenir, les paramètres climatiques de la commune estimés pour 2050 selon différents scénarios d'émission de gaz à effet de serre sont consultables sur un site dédié publié par Météo-France en novembre 2022.

### Paysages
Pour un article plus général, voir Paysage en France.
La commune est située à la jonction de deux paysages tel qu’ils sont définis dans l’atlas de paysages de la région Nord-Pas-de-Calais, conçu par la direction régionale de l'Environnement, de l'Aménagement et du Logement (DREAL), :
- le « paysage boulonnais » qui concerne 66 communes, se délimite : au Nord, par les paysages des coteaux calaisiens et du Pays de Licques, à l’Est, par le paysage du Haut pays d’Artois, et au Sud, par les paysages Montreuillois.

Ce paysage, constitué d'une boutonnière bordée d’une cuesta définissant un pays d’enclosure, est essentiellement un paysage bocager composé de 47 % de son sol en herbe ou en forêt et de 31 % en herbage, avec, dans le sud et l’est, trois grandes forêts, celle de Boulogne, d’Hardelot et de Desvres et, au nord, le bassin de carrière avec l'extraction de la pierre de Marquise depuis le Moyen Âge et de la pierre marbrière dont l'extraction s'est développée au XIXe siècle.
La boutonnière est formée de trois ensembles écopaysagers : le plateau calcaire d’Artois qui forme le haut Boulonnais, la boutonnière qui forme la cuvette du bas Boulonnais et la cuesta formée d’escarpements calcaires.
Dans ce paysage, on distingue trois entités : les vastes champs ouverts du Haut Boulonnais ; le bocage humide dans le Bas Boulonnais et la couronne de la cuesta avec son dénivelé important et son caractère boisé.

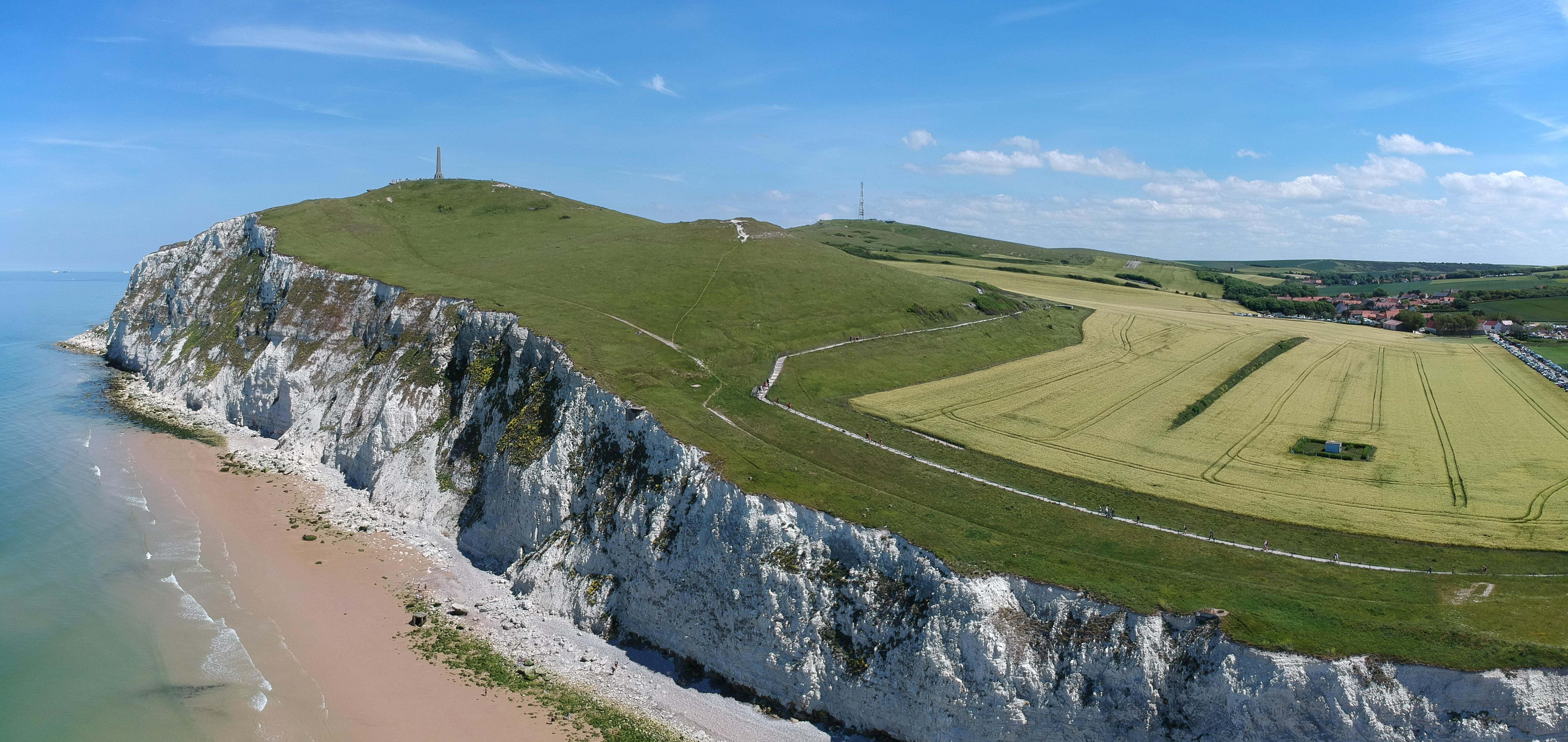
Une vue de ces « paysages des falaises d’Opale » et le cap Blanc-Nez.

- les « paysages des falaises d’Opale », qui concernent 30 communes, s’étendent le long de la côte, d’Équihen-Plage  à Sangatte, sur une bande d’environ 50 kilomètres de long et d’un maximum de 5 kilomètres de large, l'autoroute A 16 étant la frontière à l'est. Ils sont constitués, d’une part, par les falaises d’Opale où se trouve le grand site des Deux Caps qui, avec le cap Blanc-Nez, culmine à 150 mètres, ces falaises offrent un belvédère sur le pas de Calais  avec la possibilité de voir les côtes d’Angleterre, et d’autre part, vers l’intérieur des terres, avec les paysages littoraux qui jouxtent ceux des coteaux calaisiens et du pays de Licques, d'un paysage alternant collines, vallons et bocages.

L’occupation des sols se répartit en 43 % de cultures pour les paysages arrière-littoraux, 20 % de sols artificialisés, 20 % de prairies et forêts et 10 % de plage.
Les crans constituent une des particularités de ces côtes à falaises. Les crans sont des vallées suspendues qui se sont retrouvées le « nez en l’air », soit du fait de l’affaissement du pas de Calais, soit par la baisse du niveau de la mer comme le cran d’Escalles, le cran Mademoiselle, le cran Poulet, le cran Barbier, le cran des Sillers, le cran de Quette et le cran aux Œufs, situés, eux, sur la commune d’Audinghen.
Ces paysages sont traversés par trois fleuves côtiers, la Liane (Boulogne-sur-Mer), le Wimereux (Wimereux) et la Slack (Ambleteuse), et par le sentier de grande randonnée GR 120 ou GR littoral, appelé aussi sentier des douaniers, qui chemine le long de ces paysages et offre un magnifique panorama.

### Milieux naturels et biodiversité

#### Espace protégé
La protection réglementaire est le mode d’intervention le plus fort pour préserver des espaces naturels remarquables et leur biodiversité associée.
Dans ce cadre, la commune fait partie d'un espace protégé : le parc naturel régional des Caps et Marais d'Opale, d’une superficie de 132 499 hectares réparties sur 154 communes, géré par le syndicat mixte d'aménagement et de gestion du parc naturel régional des Caps et Marais d'Opale.

## Urbanisme

### Typologie
Au 1er janvier 2024, Wacquinghen est catégorisée commune rurale à habitat dispersé, selon la nouvelle grille communale de densité à sept niveaux définie par l'Insee en 2022.
Elle est située hors unité urbaine. Par ailleurs la commune fait partie de l'aire d'attraction de Boulogne-sur-Mer, dont elle est une commune de la couronne,. Cette aire, qui regroupe 80 communes, est catégorisée dans les aires de 50 000 à moins de 200 000 habitants,.

### Occupation des sols
L'occupation des sols de la commune, telle qu'elle ressort de la base de données européenne d’occupation biophysique des sols Corine Land Cover (CLC), est marquée par l'importance des territoires agricoles (89,8 % en 2018), en diminution par rapport à 1990 (100 %). La répartition détaillée en 2018 est la suivante : 
zones agricoles hétérogènes (39 %), terres arables (36,5 %), prairies (14,3 %), zones urbanisées (10,2 %). L'évolution de l’occupation des sols de la commune et de ses infrastructures peut être observée sur les différentes représentations cartographiques du territoire : la carte de Cassini (XVIIIe siècle), la carte d'état-major (1820-1866) et les cartes ou photos aériennes de l'IGN pour la période actuelle (1950 à aujourd'hui).

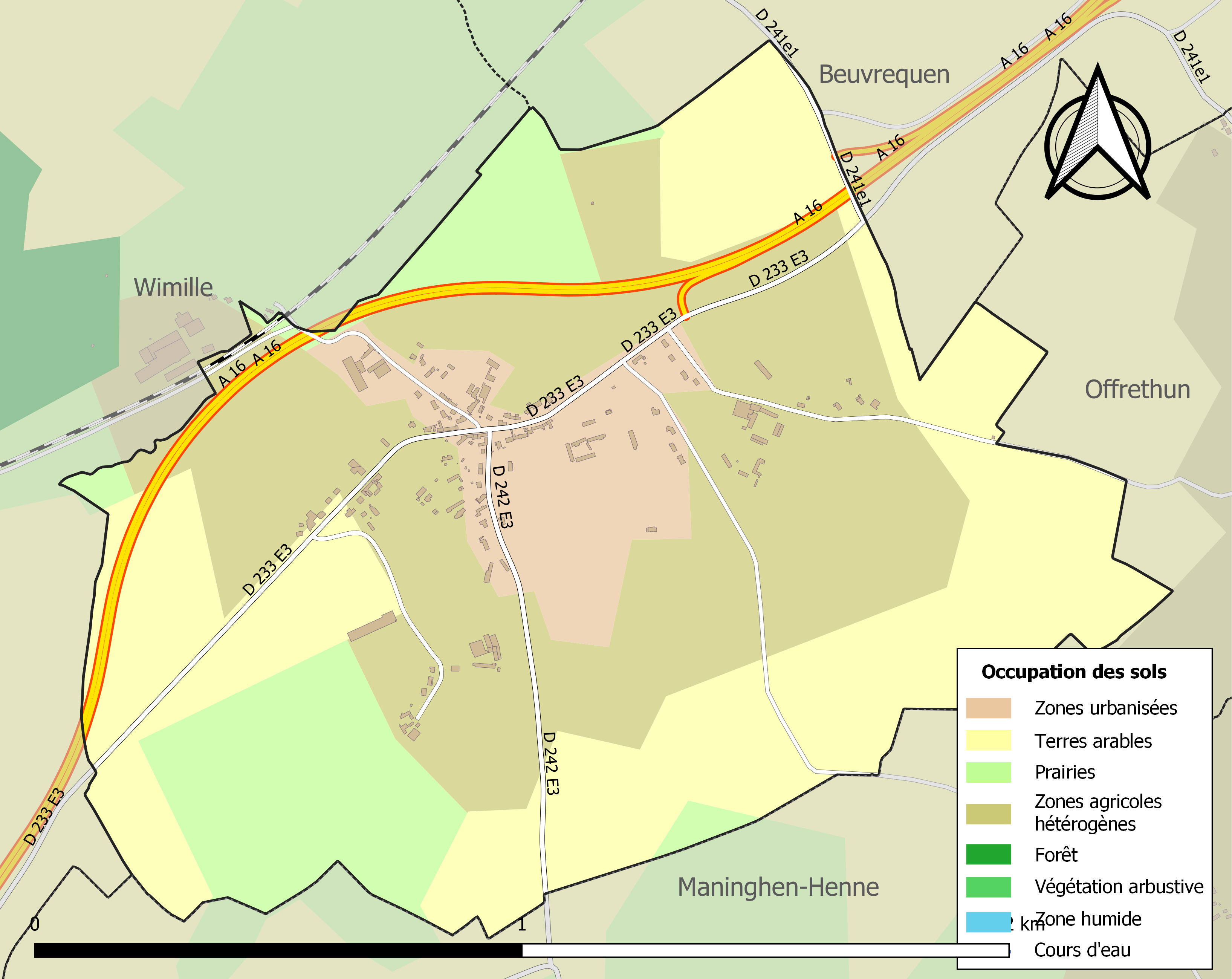
Carte des infrastructures et de l'occupation des sols de la commune en 2018 (CLC).

### Voies de communication et transport
L'autoroute A 16 allant de Rouen à Dunkerque passe en limite communale à l'ouest. Elle permet d'accéder à Boulogne-sur-Mer en 10 min et à Calais en 20 min.
Les gares les plus proches sont celles de Marquise, Wimereux et Boulogne-sur-Mer. La gare de Calais - Fréthun reliant Londres à Lille se situe à 20 km.

## Toponymie
Le nom de la localité est attesté sous les formes Wakingehem (1208), Waghinghem, Waghenghem et Waqhingham (1240), Wagginghem et Wackinghem (1269), Wachkinghem (XIIIe siècle), Waskinghem (1305), Vasquinguehen (1394), Wauquinghem (1395), Wasquinghen (1402), Waquinguehem (1427), Waquinghen (1498), Waquinghuen (1562-1564), Wacquinghen (1793), Waquinghen puis Wacquinghen (depuis 1801),.
Ernest Nègre donne comme origine toponymique l'anthroponyme germanique Wacho, suivi de -inga « gens (de) » + -he(i)m « maison, foyer », donnant la « demeure du peuple de Wacho ».

## Histoire

### Premières occupations humaines
L'occupation humaine est très ancienne dans le secteur, comme l'attestent les restes retrouvés à Wimereux, datés vers 500 000 av. J.-C. (silex, bifaces).
Le territoire est touché par le maximum glaciaire de la glaciation de Würm il y a environ 20 000 ans. Le climat s'adoucit ensuite aux alentours de 8 000 av. J.-C.
Différents envahisseurs celtes (les Morins) s'implantent dans la région et développent le commerce avec les îles britanniques.
Puis, à la suite de la guerre des Gaules, les Romains occupent la Gaule durant près de 300 ans. Le Boulonnais est inclus dans la Gaule belgique.
Les invasions barbares détruisent Boulogne (Bolonia) au IIIe siècle. La ville est reconstruite au IVe siècle, l'économie locale renaît. Au début du Ve siècle, les Germains envahissent la Gaule. Vers 481, Clovis devient roi des Francs et unifie les territoires (Nord de la France et Belgique, puis une grande majorité du périmètre actuel de la France).

### Moyen Âge et époque moderne
Il y aurait eu un château de Berguette dès le XIIe siècle à Wacquinghen. Ses seigneurs étaient Baudouin et Michel de Berghetes, ou de Bergetes. Le domaine est vendu le 11 septembre 1426 à Jean des Marquets, demeurant à Beuvrequen. Il appartient ensuite aux d’Abancourt qui le vendent le 23 mai 1609 à Guillaume Mouton, seigneur de Longueville et maire de Boulogne au début des années 1600. C'est alors un château en ruines avec cour et donjon entouré de fossé et 120 mesures de terre.

## Politique et administration

### Découpage territorial
La commune se trouve dans l'arrondissement de Boulogne-sur-Mer du département du Pas-de-Calais.

#### Commune et intercommunalités
La commune est membre de la communauté de communes de la Terre des Deux Caps.

#### Circonscriptions administratives
La commune est rattachée au canton de Desvres.

#### Circonscriptions électorales
Pour l'élection des députés, la commune fait partie de la sixième circonscription du Pas-de-Calais.

### Élections municipales et communautaires

#### Liste des maires
| Période                                  | Période                     | Identité     | Étiquette | Qualité                                                                      |
| ---------------------------------------- | --------------------------- | ------------ | --------- | ---------------------------------------------------------------------------- |
| Les données manquantes sont à compléter. |                             |              |           |                                                                              |
| mars 2001                                | 2008                        | Henri Bouly  |           |                                                                              |
| mars 2008                                | En cours (au 13 avril 2022) | Denis Gavois |           | Ancien cadre Réélu pour le mandat 2014-2020, Réélu pour le mandat 2020-2026, |

## Équipements et services publics

### Santé
Il n'y a en 2010 qu'un infirmier sur la commune. Marquise regroupe toute la gamme intermédiaire de services de santé, l’hôpital le plus proche étant celui de Saint-Martin-Boulogne.

## Population et société

### Démographie

#### Évolution démographique
L'évolution du nombre d'habitants est connue à travers les recensements de la population effectués dans la commune depuis 1793. Pour les communes de moins de 10 000 habitants, une enquête de recensement portant sur toute la population est réalisée tous les cinq ans, les populations de référence des années intermédiaires étant quant à elles estimées par interpolation ou extrapolation. Pour la commune, le premier recensement exhaustif entrant dans le cadre du nouveau dispositif a été réalisé en 2004.

En 2022, la commune comptait 261 habitants, en évolution de +1,16 % par rapport à 2016 (Pas-de-Calais : −0,72 %, France hors Mayotte : +2,11 %).
| 1793 | 1800 | 1806 | 1821 | 1831 | 1836 | 1841 | 1846 | 1851 |
| ---- | ---- | ---- | ---- | ---- | ---- | ---- | ---- | ---- |
| 66   | 92   | 98   | 122  | 124  | 119  | 122  | 132  | 123  |

| 1856 | 1861 | 1866 | 1872 | 1876 | 1881 | 1886 | 1891 | 1896 |
| ---- | ---- | ---- | ---- | ---- | ---- | ---- | ---- | ---- |
| 119  | 139  | 124  | 125  | 138  | 131  | 150  | 130  | 112  |

| 1901 | 1906 | 1911 | 1921 | 1926 | 1931 | 1936 | 1946 | 1954 |
| ---- | ---- | ---- | ---- | ---- | ---- | ---- | ---- | ---- |
| 112  | 121  | 121  | 128  | 118  | 112  | 111  | 147  | 127  |

| 1962 | 1968 | 1975 | 1982 | 1990 | 1999 | 2004 | 2006 | 2009 |
| ---- | ---- | ---- | ---- | ---- | ---- | ---- | ---- | ---- |
| 136  | 122  | 124  | 165  | 188  | 236  | 237  | 233  | 238  |

| 2014 | 2019 | 2022 | - | - | - | - | - | - |
| ---- | ---- | ---- | - | - | - | - | - | - |
| 250  | 269  | 261  | - | - | - | - | - | - |

#### Pyramide des âges
En 2018, le taux de personnes d'un âge inférieur à 30 ans s'élève à 29,7 %, soit en dessous de la moyenne départementale (36,7 %). À l'inverse, le taux de personnes d'âge supérieur à 60 ans est de 29,3 % la même année, alors qu'il est de 24,9 % au niveau départemental.
En 2018, la commune comptait 134 hommes pour 131 femmes, soit un taux de 50,57 % d'hommes, largement supérieur au taux départemental (48,50 %).
Les pyramides des âges de la commune et du département s'établissent comme suit.
| Hommes | Classe d’âge | Femmes |
| ------ | ------------ | ------ |
| 0,7    | 90 ou +      | 0,8    |
| 5,1    | 75-89 ans    | 6,0    |
| 24,3   | 60-74 ans    | 21,8   |
| 25,7   | 45-59 ans    | 24,8   |
| 16,2   | 30-44 ans    | 15,0   |
| 11,8   | 15-29 ans    | 14,3   |
| 16,2   | 0-14 ans     | 17,3   |

| Hommes | Classe d’âge | Femmes |
| ------ | ------------ | ------ |
| 0,5    | 90 ou +      | 1,6    |
| 5,6    | 75-89 ans    | 8,9    |
| 16,7   | 60-74 ans    | 18,1   |
| 20,2   | 45-59 ans    | 19,2   |
| 18,9   | 30-44 ans    | 18,1   |
| 18,2   | 15-29 ans    | 16,2   |
| 19,9   | 0-14 ans     | 17,9   |

### Sports et loisirs

#### Loisirs
Le chemin de randonnée « tour du Boulonnais » passe dans la commune.

## Économie
L'école de la commune fonctionne en regroupement scolaire avec celle de Beuvrequen.
Le camping L'Escale amène un certain dynamisme en été.
La commune compte plusieurs corps de ferme. La rive ouest est constituée de prairies et de culture.

## Culture locale et patrimoine

### Lieux et monuments
Une église, dédiée à saint Antoine, et un monument aux morts ont été construits sur la commune.
Le château de Berguette se situe à l'est du village, vers Offrethun.

### Héraldique
| Blason de Wacquinghen | Blason  | De gueules à l'escarboucle fleurdelisée d'or, la branche du chef terminée en crosse du même.      |
| Blason de Wacquinghen | Détails | Armes de l'abbaye de Saint-Bertin de Saint-Omer. Le statut officiel du blason reste à déterminer. |

## Pour approfondir